# Ilex skutchii
Ilex skutchii là một loài thực vật có hoa trong họ Aquifoliaceae. Loài này được Edwin ex T.R.Dudley & W.J.Hahn mô tả khoa học đầu tiên năm 1996.